# Cobéquid
Cobéquid est un nom dérivé du mot Mi'kmaq, "Wagobagitk" qui veut dire "la baie va loin", en référence à l'endroit qui surplombe la vallée à l'est du Bassin de Minas, nommé la Baie de  Cobéquid. 

## Histoire

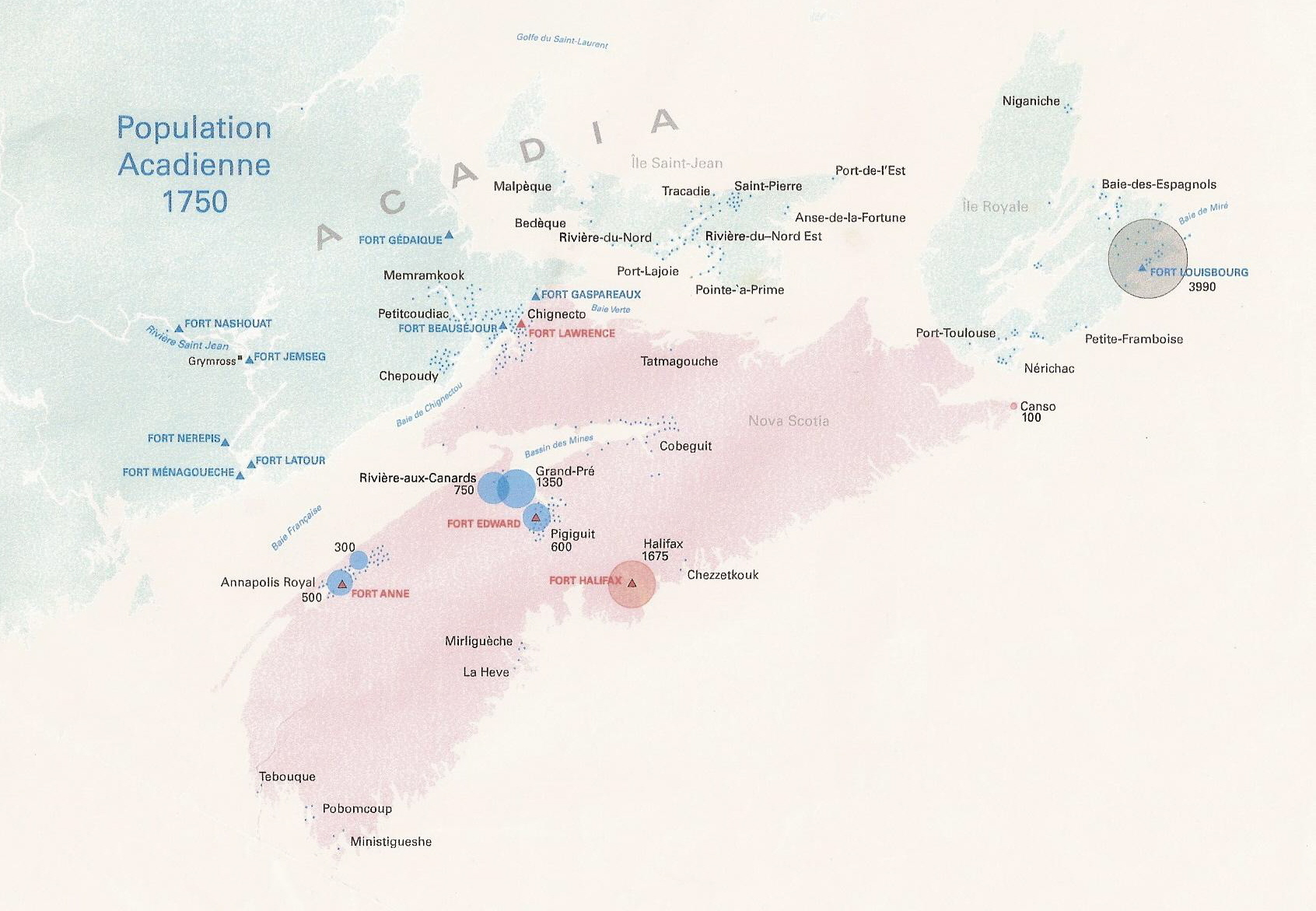
Population de Cobéquid en 1750

Cobéquid fut octroyé en 1689 à Mathieu Martin. On dit qu'il était le premier Acadien né en Acadie. 
En 1705, les Acadiens s'établirent dans la baie Cobéquid.  La culture acadienne fut principalement la culture des terres qu'ils récupèrent des marais. Les preuves de leur système avancé sont évidents par les aboiteaux, dont ils se servaient pour drainer les marais qui couvraient la côte entière de leurs communautés.  
En 1714, plusieurs habitants de Minas, signèrent une résolution, daté du 9 septembre, 1714, pour se rendre au Cape Breton.  Plusieurs venaient de Cobéquid, Grand-Pré, Rivière des Gasparots (Gaspareaux), Rivière de Pessequid, Rivière des Habitants, and Rivière de la Vieille Habitation. 
En août 1744, un certain Acadien du nom de Duvivier, est venu à Cobéquid avec des provisions d'autres villages acadiens,. 
En 1748, la population de Cobéquid est de 900 habitants.
Les Acadiens de Cobéquid étaient proches de la mission amérindienne localisée où la rivière Stewiacke rencontre la rivière Shubenacadie; et qui fut opéré durant plusieurs années par un certain Le Loutre. En janvier 1750, Le Loutre fit un pas d'alliance rapproché avec ses amis amérindiens, (les alliés incontestables de la couronne Française).  Ceci voulait dire que les Acadiens de Cobéquid ne voulaient pas être trop rapproché des Anglais,. 
Le deuxième jour de septembre, 1755, les Acadiens du village de Cobéquid, (sur le côté nord de la baie), travaillaient dans leurs champs pour la récolte de l'automne quand soudainement, trois vaisseaux anglais remontent la baie. Deux ancrèrent, un à l'opposé du village et l'autre dans le Bas Cobéquid ; le troisième navigua plus loin de la côte. Le 4 septembre, les soldats anglais placèrent un préavis sur l'église, qui transigea tous les avoirs des Acadiens à sa majesté d'Angleterre. Cependant, ce commandement ne fut pas donné par la couronne Britannique mais par le gouverneur de la province du Massachusetts, William Shirley, qui était aussi Commandant en chef des forces anglaises en Amérique du Nord à la suite de la mort du Général Edward Braddock. Lors de la campagne d'Ohio contre les Canadiens, le fils de Shirley avait été tué avec le Général Braddock lors de la bataille. Ce fut donc la vengeance de Shirley qui fit déporter les Acadiens aux quatre coins du monde,.